# نقص استواستیل کوآ تیولاز میتوکندریایی
کمبود استواستیل کوآ تیولاز میتوکندریایی (Beta-ketothiolase deficiency) که پیش تر کمبود بتا کتو تیولاز خوانده می‌شد، اختلالی است که کاتابولیسم ایزولوسین و متابولیسم اجسام کتونی را مختل می‌کند.

## علائم بالینی
- زمان تولد: طبیعی.
- دوره نوزادی، شیرخوارگی یا کودکی: تظاهرات بیماری اغلب در اواخر دوره شیرخوارگی یا در دوره کودکی بروز می‌کند. بیماری حاد با کتوز شدید و اسیدوز، تشنج، دل درد، خواب آلودگی، از دست دادن آب و الکترولیتها، افزایش تعداد تنفس

افزایش و اغماء مشخص می‌شود و معمولاً در اثر عفونت، بدنبال مصرف پروتئین یا سایر علل کاتابولیسم القاء می‌شود. حملات ممکن است با استفراغ شروع شود. افزایش گلوکز خون، هوش طبیعی، نارسایی احتقانی قلب در اثر کمبود کارنیتین، اختلالات عصبی مثل کاهش شدید تونوس عضلانی مرکزی، عدم تعادل، سردرد شدید، کاهش نوتروفیلها و پلاکتها نیز معمولاً مشاهده می‌شود. گاهی عقب ماندگی ذهنی یا مشکلات تکلم دیده می‌شود.

## نقص آنزیمی
نقص در آنزیم استواستیل کوآ تیولاز میتوکندری.

## توارث ژنتیکی
اتوزوم مغلوب.

## میزان بروز
نادر.

## روش تشخیص
- اسیدهای آلی ادرار: افزایش ۲ متیل استواستات، تیگلیل گلیسین و بوتانون، بدنبال مصرف پروتئین یا ایزولوسین افزایش شدید ۲ متیل ۳ بتا هیدروکسی‌بوتیرات بویژه در فاز حاد بیماری.
- خون: گلوکز بالا، اسیدوز لاکتیک، آمونیاک طبیعی یا بالا.
- آسیل کارنیتین: افزایش تیگلیل کارنیتین و ۲ متیل ۳ هیدروکسی بوتیلیل کارنیتین.
- سرم: افزایش کتونهایی مانند بتاهیدروکسی بوتیرات.
- پلاسما: کارنیتین پائین.
- ادرار: افزایش کتونهایی مانند بتا هیدروکسی بوتیرات.
- آزمون تجویز ایزولوسین: با تجویز ۱۰۰ میلی‌گرم ایزولوسین به ازای هر کیلوگرم وزن بیمار یکبار در زمان رفع کتوز و سپس جمع‌آوری ادرار بیمار بمدت ۸ ساعت، افزایش ۲ متیل ۳ هیدروکسی بوتیرات و تیگلیل گلیسین در بررسی اسیدهای آلی

ادرار مشخص می‌شود.

## تشخیص افتراقی
دیابت قندی و مسمومیت با سالیسیلاتها (چون آزمایش خون برای سالیسیلاتها در اثر واکنش متقاطع آنها با اسید استواستیک مثبت می‌شود).

## درمان
اصل محدودیت مصرف ایزولوسین، اجتناب از ناشتایی طولانی بخصوص در طی مشکلات روده‌ای یا بیماری حاد تب دار و تجویز کارنیتین خوراکی می‌باشد.
درمان فاز حاد با تجویز آب و الکترولیتها و کارنیتین داخل وریدی است.

## آزمون تشخیص قبل از تولد
ندارد.